# Projet de BHNS de la Métropole Toulonnaise
Le projet BHNS a été proposé par la ville de Toulon et la Métropole TPM, exploité par le Réseau Mistral par RD TPM (RATP Dev),,,.  

## Historique
Le premier projet a été lancé en même temps que le Tunnel de Toulon donc dans les années 1980 et devait relier La Seyne à La Garde, le maire de l'époque FN Jean-Marie Le Chevallier a annoncé l'ouverture de la 1ère ligne en 2005, mais il ne remporta pas les élections municipales de 2001 et c'est Hubert Falco qui devient maire de Toulon et il bloqua le projet, une seconde enquête publique modificative est réalisée en juillet 2004 pour réévaluer la pertinence du tracé et la position des stations du tramway en fonction de nouveaux équipements publics dont la construction a été décidée entre-temps, en particulier l’hôpital de Sainte-Musse. Puis le Plan de Déplacements Urbains (PDU) de l'agglomération TPM confirme le tramway comme TCSP et envisage même une seconde ligne nord-sud, est adopté en 2006. Tout avait été retardé mais le tramway devait voir le jour en 2011, et Hubert Falco change totalement d'avis en 2007 et souhaite désormais s'orienter vers un BHNS, et déclara en 2008, « Le tramway, c'est dépassé ! ».

### 2021
En 2021, le projet de BHNS est publié, la Métropole Toulon Provence Méditerranée obtient la promesse d'une aide financière de l'Etat à hauteur de 40 millions d'euros (l'aide sera donnée dès que les travaux commenceront), des concertations publiques ont lieu ainsi que les premières études. Cette année-là, le projet BHNS devait être finalisé en 2028 (soit 6 ans d'attente). 
Deux projets sont étudiés, le premier devait faire passer le BHNS par le parking-relais P+R des Portes d'Ollioules et de Toulon, puis par la Technopole de la Mer, le centre commercial Carrefour - Ollioules, puis il devait arriver à la Gare SNCF de La Seyne/Six-Fours, puis un bus sur deux prenait le tracé du 8 (la ligne 8 a fusionné avec la ligne 19 en Janvier 2025 pour donner la ligne 2 qui reprend son tracé actuellement) par Berthe et l'Hôpital de la Seyne, l'autre bus sur deux passera par le Port de Brégaillon. Le second proposait de faire deux branches, une jusqu'à la Technopole de la Mer et y faire terminus, en passant par le parking-relais P+R des Portes d'Ollioules et de Toulon, et le Covoiturage Escaillon, et la seconde branche de le faire passer par la Gare SNCF de La Seyne/Six-Fours et Berthe ainsi que l'Hôpital de la Seyne (on a aussi parler d'une branche où le BHNS passerait par le Port de Brégaillon, 1 fois sur 2 mais finalement la branche a été annulé). Finalement, c'est la seconde option qui a été choisi au cours de la seconde concertation en 2022.

### 2025
Le projet est relancé, premièrement, en vue des élections municipales en 2026 qui approche et puis si les travaux ne sont pas lancés avant le 31 Décembre 2025, la Métropole TPM perd l'aide financière de l'Etat et devra donc relancer l'Etat, et vu les finances du pays, la Métropole TPM pourrait recevoir une aide, mais pas de 40 millions d'euros, un montant moins élevé. Alors lors de la délibération métropolitaine du 12 septembre 2024 pour lancer "une enquête publique conjointe portant sur la déclaration d’utilité publique et sur l’enquête parcellaire du projet de BHNS de la Métropole" et par l'arrêté préfectoral du 11 avril 2025, le préfet du Var lance une enquête publique unique du lundi 26 Mai 2025 au mercredi 25 Juin 2025. Alors des affiches sont posés sur les abribus de la Métropole, pour inciter les métropolitains à participer.

## Lignes
- La ligne 1 (remplaçant l'actuelle ligne de bus 1) : La Seyne <> Gare de La Pauline
- La ligne 1a (ouverture prévu en 2028) : Technopole de la Mer <> Bir-Hakeim
- La ligne 1b (exploités avec des bus de 18 mètres) : Gare de la Garde <> Campus La Garde / La Valette

## Restructuration du réseau
Une restructuration est prévu lors de l'ouverture totale du BHNS :
- 9 C.C. Ollioules <> Gare de la Garde
- 10 Montserrat <> Gare de la Pauline
- 11 La Baume <> Hôpital Sainte-Musse
- 11B supprimé
- 29 Gare de la Garde <> Lycée Costebelle

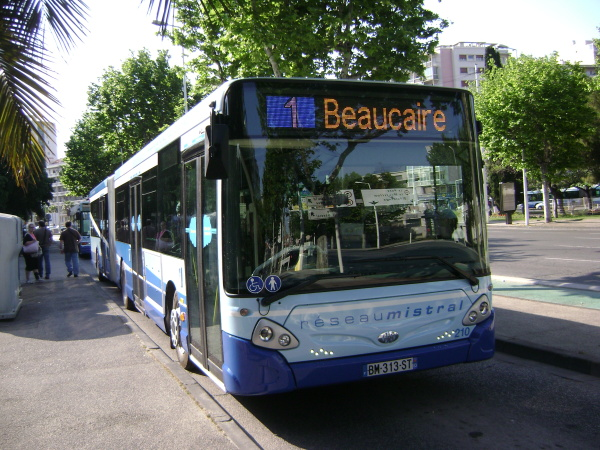
HeuliezBus GX427 sur la ligne 1

- 31 Artillerie de Marine <> Campus La Garde / La Valette

- 33 Navette Mourillon (sauvegardé)

- 39 Gare Routière (Toulon) <> Hyères-Centre (Joffre) (à la suite du déménagement du Lycée Golf Hôtel)
- 72 Bonnegrâce <> Toulon
- 87 Le Brusc <> Beaussier
- 98 Terre Promise <> Campus La Garde / La Valette
- 112 Beaucaire <> La Marquissanne (sauvegardé)
- NAH Gare (Hyères) <> Aéroport Toulon-Hyères (fréquence de 15 minutes, elle devrait voir le jour avec l'ouverture de la nouvelle Gare Routière de Hyères (à la Gare SNCF) elle devrait être une navette bus puis une navette train tel OrlyVal sur d'anciens rails)[6],[7],[8],[9],[10]
- NPG Navette Parking Giens (pas d'autres informations)

```
Légende : 
Terminus modifié
```

## Villes desservis
- Toulon
- La Seyne
- Ollioules
- La Garde
- La Valette

## Véhicules
Les véhicules seront des bus BHNS de 18 mètres pour les lignes 1a et 1b et des bus de 24 mètres pour la future "ligne 1"

Les bus de 24 mètres devaient être des VanHool (tel que le réseau Le Met de Metz) mais étant donné que le constructeur a fait faillite.

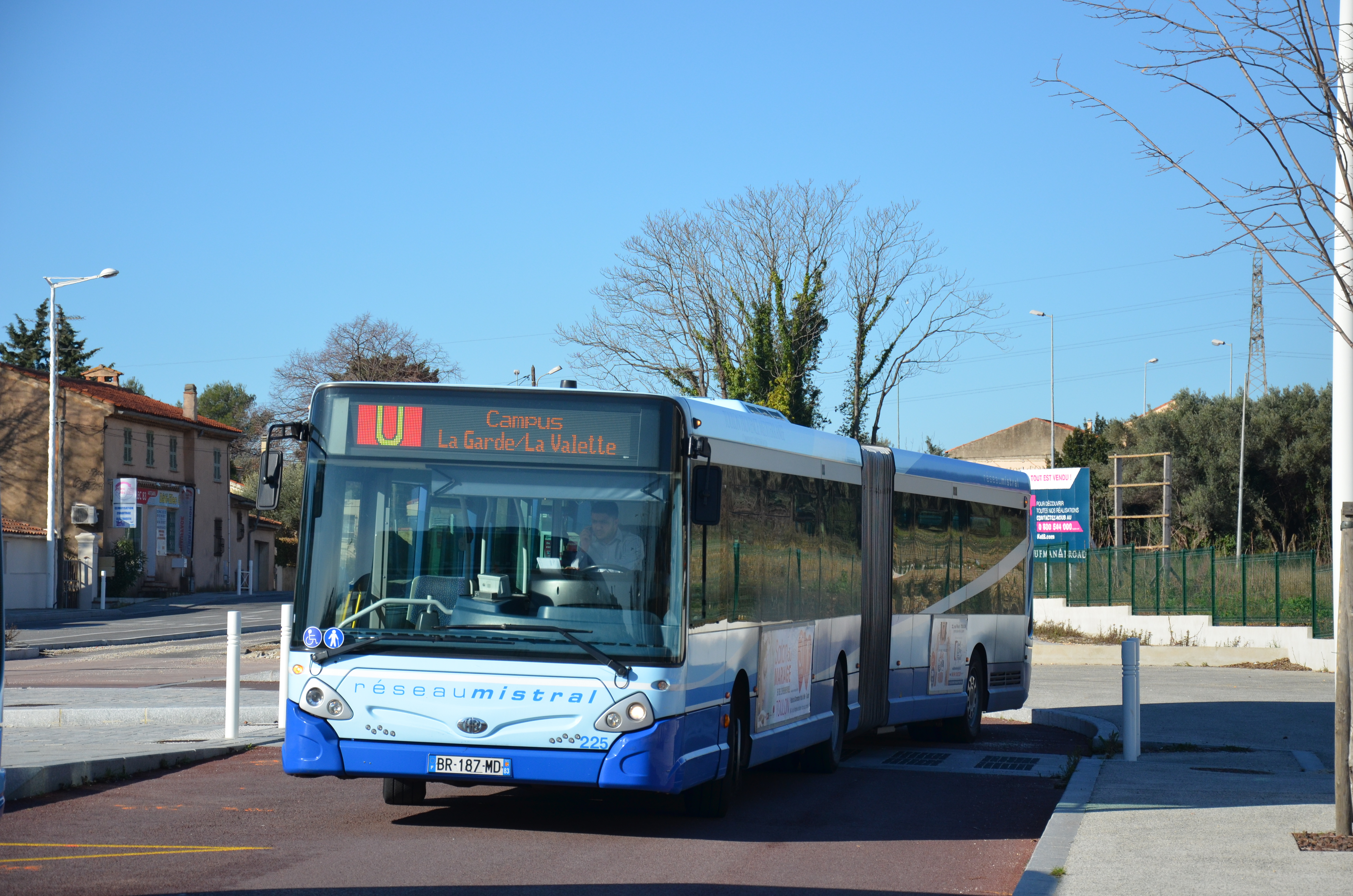
HeuliezBus GX427
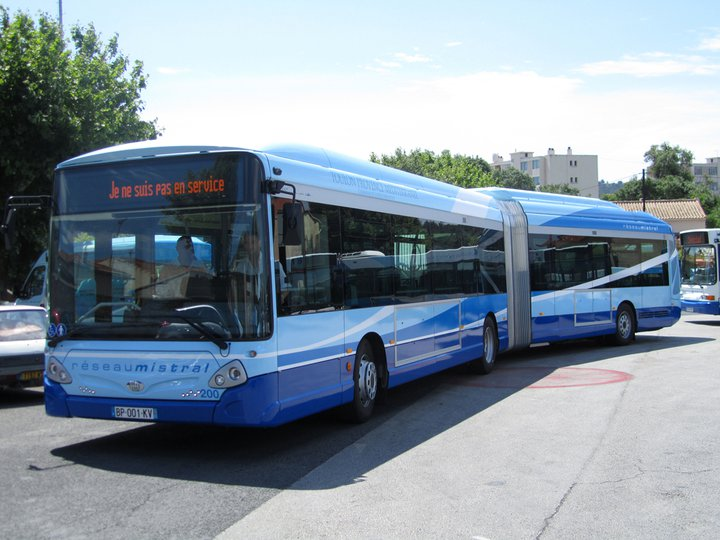
HeuliezBus GX427 Hybride
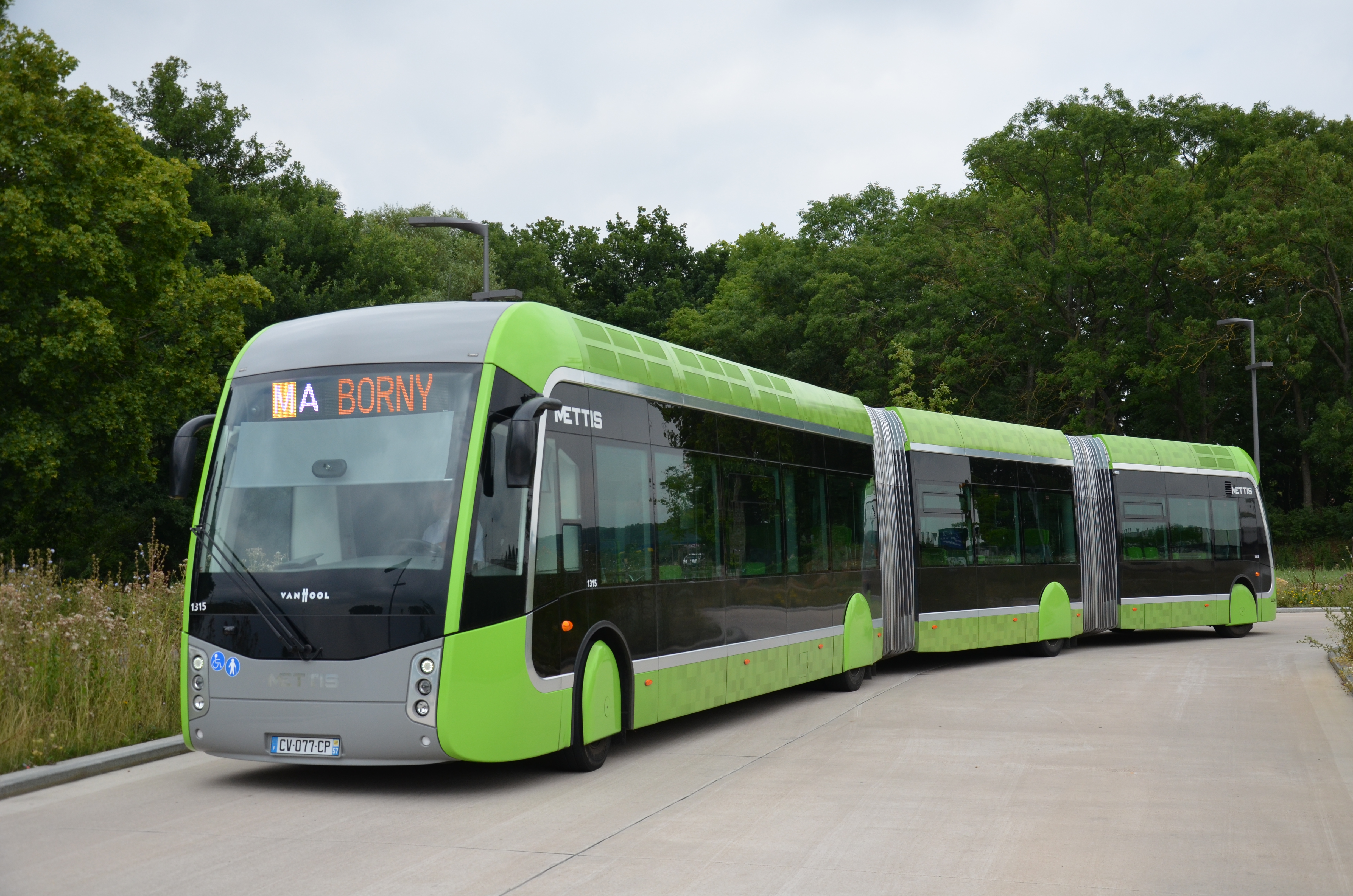
BHNS Mettis de Metz sur lequel TPM s'inspire beaucoup